# Diocèse titulaire de Sura
Sura est un diocèse titulaire de l'Église catholique romaine.
Son nom fait référence à un évêché disparu de l'ancienne cité de Sura. Cette ville était située dans la province romaine de Syrie Cœle à la fin de l'Antiquité. Ce diocèse fait partie de la province ecclésiastique d'Hiérapolis en Syrie.

## Évêques titulaires de Sura
| Évêques titulaires de Sura |                                                                           | |                   |                   |
| Non.                       | nom                                                                       | Bureau du gouvernement                                                                                             | depuis le         | jusqu'au          |
| 1                          | Johannes Schulte OESA                                                     | Évêque auxiliaire à Paderborn, Mayence (Allemagne)                                                                 | 13 octobre 1455   | 15 juin 1489      |
| 2                          | Louis Quémeneur                                                           | | 13 août 1697      |                   |
| 3                          | Alexandre John Grant                                                      | Vicaire apostolique du district des Highlands, Écosse (Grande-Bretagne) est décédé avant son ordination épiscopale | 16 septembre 1727 | 19 septembre 1727 |
| 4                          | William Egan                                                              | Évêque coadjuteur de Waterford et Lismore (Irlande)                                                                | 8 mars 1771       | 1774              |
| 5                          | Pietro Antonio Raimundo de San Giuseppe Roviglia Ordre des Carmes déchaux | Vicaire apostolique de Malabar (Inde)                                                                              | 6 mars 1803       | 7 juillet 1816    |
| 6                          | Étienne-Raymond Albrand, Missions étrangères de Paris                     | Vicaire apostolique de Kuiceu (Chine)                                                                              | 24 février 1849   | 22 avril 1853     |
| 7                          | Henry Maret                                                               | | 22 juillet 1861   | 15 septembre 1882 |
| 8                          | Domenico Tempesta OFM                                                     | Évêque auxiliaire de Sora-Aquino-Pontecorvo (Italie)                                                               | 22 décembre 1882  | 14 mars 1887      |
| 9                          | Pietro Paolo de Marchi OFM                                                | Vicaire apostolique du Shandong du Nord (Scian-Ton Settentrionale) (Chine)                                         | 13 février 1889   | 30 août 1901      |
| 10                         | Antonio Augusto de Assis                                                  | Évêque auxiliaire à Pouso Alegre (Brésil)                                                                          | 10 juillet 1907   | 29 avril 1909     |
| 11                         | Angelo Balzano                                                            | Évêque émérite de Termoli (Italie)                                                                                 | 29 avril 1909     | 12 décembre 1910  |
| 12                         | Ignaz Rieder                                                              | Évêque auxiliaire à Salzbourg (Autriche)                                                                           | 2 janvier 1911    | 7 octobre 1918    |
| 13                         | Jean-François Marnas                                                      | Évêque coadjuteur de Clermont (France)                                                                             | 10 mars 1919      | 19 mars 1921      |
| 14                         | Jean-Joseph Swint                                                         | Évêque auxiliaire à Wheeling (Virginie-Occidentale) (États-Unis)                                                   | 22 février 1922   | 11 décembre 1922  |
| 15                         | Vlaho Barbic                                                              | Évêque auxiliaire à Dubrovnik (Raguse) (Croatie)                                                                   | 20 février 1923   | 18 novembre 1928  |
| 16                         | [stván Hász                                                               | Ordinaire militaire de Hongrie (Royaume de Hongrie / République populaire de Hongrie)                              | 28 février 1929   | 27 janvier 1973   |